# John Read (rechtsgeleerde)
John Read (Halifax, 5 juli 1888 - Toronto, 23 december 1973) was een Canadees rechtsgeleerde, politicus en rechter. Hij was hoogleraar en decaan aan de Dalhousie-universiteit en plaatsvervangend onderstaatssecretaris Ministerie van Buitenlandse Zaken. Van 1946 tot 1958 was hij rechter van het Internationale Gerechtshof.

## Levensloop
Read studeerde tot 1909 rechten aan de Dalhousie-universiteit en aansluitend kortstondig aan de Columbia-universiteit. Daarna vervolgde hij zijn studie van 1910 tot 1913 aan de Universiteit van Oxford met ondersteuning van een Rhodesbeurs. Na zijn studie was hij als advocaat werkzaam en van 1920 tot 1929 was hij hoogleraar aan de Dalhousie-universiteit, waarbij hij in de periode van 1924 tot 1929 decaan was van de juridische faculteit.
Van 1929 tot 1946 was hij juridisch adviseur voor het Canadese Ministerie van Buitenlandse Zaken en vanaf 1944 plaatsvervangend onderstaatssecretaris van het ministerie. In 1946 werd hij gekozen tot rechter van het dat jaar opgerichte Internationale Gerechtshof in Den Haag. Hier bleef hij aan tot 1958.
Read ontving eredoctoraten van de Dalhousie-universiteit, de Universiteit van Alberta en de McMaster-universiteit. In 1967 werd hij uitgeroepen tot officier in de Orde van Canada. Verder werd een onderscheiding naar hem genoemd, de John E. Read Medal, die door de Canadian Council on International Law wordt uitgereikt.

## Werk (selectie)
- 1955: The Origins and Nature of the Law, Memorial University of Newfoundland
- 1961: The Rule of Law on the International Plane, Toronto

- International Standard Name Identifier: 0000 0000 4490 1637
- Library of Congress Control Number: no2006111788
- Nationale Bibliotheek van Israël: 987007329457505171
- Nederlandse Thesaurus van Auteursnamen: 234647892
- SNAC: w6qc9txk
- Virtual International Authority File: 73617655
- WorldCat: E39PBJktrGV6gRgDytg3cqPYT3